# Federico Tognacci
Federico Tognacci (San Marino, 19 aprile 2000) è un cestista italiano.